# Thomond Park
Der Thomond Park ist ein Rugby-Stadion in der irischen Stadt Limerick. Es fasst seit dem Umbau im Jahr 2008 26.500 Zuschauer und ist die Heimstätte der Provinzmannschaft Munster sowie der Vereine Shannon RFC und UL Bohemians RFC.
Der Thomond Park ist eines der bekanntesten und gefürchtetsten Stadien im Rugby Union, vor allem aufgrund der Lautstärke während des laufenden Spiels und der absoluten Stille bei ausgeführten Straf- oder Erhöhungstritten, unabhängig von Heim- und Gastmannschaft. Munster gelang es von 1995 bis 2007, jedes Heimspiel im Heineken Cup in diesem Stadion zu gewinnen. Ebenfalls dort schlug das Team 1978 die neuseeländischen All Blacks mit 12:0.
Mit der Professionalisierung des Sports in den 1990er Jahren ging auch eine Renovierung der alten Stadien einher. So wurde der Thomond Park 1998 und 1999 mit Flutlichtern, neuen Tribünen und medizinischer Infrastruktur sowie einem neuen Platz ausgestattet. Bei der Rugby-Union-Weltmeisterschaft 1999 fanden hier einige Partien statt. Im Jahr 2006 begann die Irish Rugby Football Union damit, anliegende Gebäude und Grundstücke zu kaufen, um das Stadion weiter auszubauen. Die Arbeit begann 2007 und wurde im Herbst 2008 abgeschlossen. Es wurden zwei neue Tribünen gebaut und die Gesamtkapazität des Stadions von 12.500 auf 26.500 erhöht.
Mit dem Umbau des Thomond Parks stand auch ein Verkauf der Namensrechte an einen Sponsor zur Debatte. Man entschied sich jedoch dafür, den Namen beizubehalten und dafür die einzelnen Tribünennamen zu verkaufen.